# Argoños
Argoños – gmina w Hiszpanii, w prowincji Kantabria, w Kantabrii, o powierzchni 5,5 km². W 2011 roku gmina liczyła 1696 mieszkańców.